# Comité permanent des médecins européens
 (décembre 2022).
Si vous disposez d'ouvrages ou d'articles de référence ou si vous connaissez des sites web de qualité traitant du thème abordé ici, merci de compléter l'article en donnant les références utiles à sa vérifiabilité et en les liant à la section « Notes et références ».
Le Comité permanent des médecins européens (CPME) (en anglais : Standing Committee of European Doctors) a pour objectif de promouvoir les plus hautes normes de formation et la pratique médicale afin d'obtenir la meilleure qualité de soins de santé pour tous les patients en Europe.
Le CPME représente les associations médicales nationales de 27 pays en Europe et travaille en étroite collaboration avec les associations médicales nationales des pays qui ont demandé à adhérer à l'UE ainsi que les associations spécialisées médicales européennes.
C'est une organisation internationale, association ayant un but non lucratif composée des associations médicales nationales de l'Union européenne.
Le CPME a gagné en visibilité, au-delà des milieux spécialisés de la médecine en Europe. Cela est notamment souligné par son introduction dans le Baromètre de transparence des ONG, à partir de l'édition 2011/2012.
Il prend part à l'initiative One Health.